# Amalie Mánesová
Amalie Mánesová (Praga, 21 gennaio 1817 – Praga, 4 luglio 1883) è stata una pittrice ceca.

## Biografia
Proveniva da una famiglia di artisti. Suo padre Antonín Mánes, i fratelli Josef e Quido e lo zio Václav erano tutti pittori. Sebbene volesse specializzarsi nella ritrattistica, suo padre credeva che fosse inappropriato per una donna e insistette perché si dedicasse invece ai paesaggi.
Dopo la morte di suo padre nel 1843 iniziò a dare lezioni di disegno a ricchi aristocratici. Sostenne finanziariamente i suoi fratelli, in particolare Josef, che accompagnò a Monaco di Baviera. Nel 1853 inaugurò una scuola privata di pittura per fanciulle di famiglie nobili e borghesi, dove tra le altre studiò Zdenka Braunerová.
Raggiunse l'apice della sua creatività negli anni '40 e '50 dell'Ottocento. Nel 1840 si recò con suo fratello Josef sui Monti dei Giganti per dipingere insieme, e l'anno dopo si recarono a Dresda.
Rifiutò la proposta di matrimonio dello scultore Václav Levy. Morì improvvisamente di infarto nel 1883. Gran parte delle sue opere sono di proprietà dei discendenti dei suoi allievi, tuttavia alcune di esse sono esposte alla Galleria Nazionale di Praga.